# Parade de chevaux de trait
Une parade de chevaux de trait (en anglais draft horse showing) est une parade publique, où défilent des chevaux de trait. Ces événements sont très populaires dans les pays anglophones, particulièrement aux États-Unis et en Australie.
Les parades de chevaux de trait constituent une activité familiale, à la fois en tant qu'amateur de ce type de parade et en tant que public.

## Pratique
La parade de chevaux de trait peut être pratiquée par des amateurs comme un loisir, ou par des professionnels qui ont fait leut métier de montrer des chevaux de trait au public à temps plein.
Cependant, l'élevage et l'entretien d'un cheval de trait sont coûteux.
Il n'existe pas à proprement parler de race idéale pour cette activité, mais en fonction de la race, certaines particulaités peuvent s'appliquer à la parade.